# Левашово (Санкт-Петербург)
Левашо́во (фин. Levassova) — посёлок в России, внутригородское муниципальное образование в составе Выборгского района города федерального значения Санкт-Петербурга.
Население — 6134 чел. (2025).

## История
Возникновение посёлка Левашово обусловлено строительством железной дороги на Выборг, которое было завершено в 1870 году. Своим названием посёлок обязан графу В. В. Левашову, который во второй половине девятнадцатого столетия был владельцем соседствующего имения Осиновая Роща. В Осиновой Роще сохранилось здание бывшего дворца Левашовых, возведённое в последней четверти XVIII века в стиле русского классицизма по проекту архитектора И. Е. Старова.
В конце XIX — начале XX века Левашово было дачной местностью.

Левашово — имение графа Левашова, тянется от станции железной дороги по большому прямому шоссе на далёкое разстояние к роскошной усадьбе с прекрасным парком. Вдоль этого шоссе, по обеим сторонам его, построены дачи среди довольно густой рощи из берёз и сосен. Такой тесноты и сжатости построек, какая составляет характерное явление в Шувалове, не замечается; напротив, дачи отстоять одна от другой на приличное, разстояние и кроме того при каждой даче имеется довольно обширный сад. Повидимому, каждый дачник, арендуя землю у графа, строить дачу для себя и потому обставляет её всеми удобствами, да и дачи здесь появились сравнительно недавно, так что их теперь ещё очень немного. Около самаго Левашовскаго парка также на арендованной земле построено несколько дач, где большею частью живут сами хозяева их. Хотя тотчас от станции тянется большой берёзовый лес, но в нём сыро, он ростет на низкой болотистой местности и уже теперь мало по малу вырубается на дрова. Красу Левашова составляет его парк с небольшим озером и с прекрасным барским домом. Живая изгородь из зелени представляет ограду всей графской усадьбы, выходящей одной своей стороной на шоссе, ведущее в КексгольмВ. К. Симанский.

После перехода популярных дачных мест к Финляндии в Левашово снимали дачи многие видные деятели культуры.
В 1920 году в посёлке проживало: мужчин — 375, женщин — 525, всего — 900 человек.
В 1923 году в посёлке проживало: мужчин — 431, женщин — 525, всего — 956 человек.

ЛЕВАШОВО — деревня Левашовского сельсовета Парголовской волости, 344 хозяйства, 1006 душ.

Из них: русских — 263 хозяйства, 753 души; финнов-ингерманландцев — 28 хозяйств, 95 душ; финнов-суоми — 10 хозяйств, 26 душ; немцев — 10 хозяйств, 30 душ; эстов — 14 хозяйств, 48 душ; поляков — 5 хозяйств, 15 душ; латышей — 9 хозяйств, 21 душа; литовцев — 2 хозяйства, 7 душ; украинцев — 1 хозяйство, 1 душа; шведов — 1 хозяйство, 5 душ; корейцев — 1 хозяйство, 5 душ.(1926 год)

ЛЕВАШОВО — деревня Левашовского сельсовета, 3012 чел. (1939 год)

К посёлку Левашово относятся бывшие посёлки при воинских частях Левашово-2 и Новосёлки.
В 1930-х годах над железной дорогой был построен Левашовский путепровод, по которому проходит Горское шоссе.
1 мая 1950 года в состав рабочего посёлка Левашово была включена деревня Осиновая Роща.
Границы посёлка определяются законом Санкт-Петербурга «О территориальном устройстве Санкт-Петербурга».

## Население
| 1920  | 1923  | 1926  | 1939  | 2002  | 2010  | 2012  | 2013  | 2014  |
| ----- | ----- | ----- | ----- | ----- | ----- | ----- | ----- | ----- |
| 900   | ↗956  | ↗1006 | ↗3012 | ↗4095 | ↘3665 | ↗3722 | ↗3823 | ↗4007 |
| 2015  | 2016  | 2017  | 2018  | 2019  | 2020  | 2021  | 2023  | 2024  |
| ↗4221 | ↗4420 | ↗4687 | ↗4914 | ↗5173 | ↗5315 | ↗5880 | ↗6021 | ↗6101 |
| 2025  |       |       |       |       |       |       |       |       |
| ↗6134 |       |       |       |       |       |       |       |       |

## Памятные места
- Левашовская пустошь — основное место тайного захоронения жертв сталинских репрессий в Ленинграде; здесь захоронены около 45 тысяч расстрелянных.
- Церковь Святого Николая Чудотворца (ул. Володарского, 21).
- Дача Фаберже (в аварийном состоянии).
- ул. Чкалова, дом 8 — дача, где летом 1918 года Владимир Маяковский жил с Лилей и Осипом Бриками. Там была написана «Мистерия-буфф»[26]. Дача имеет статус выявленного объекта культурного наследия, ведётся реставрация. Планировалось, что в 2024-м году в ней будет открыта мемориальная комната Маяковского[27], однако летом 2023 дачу разобрали[28][29].

## Транспорт

### Станция
Железнодорожная станция Левашово Октябрьской железной дороги на участке Санкт-Петербург — Выборг (между станцией Парголово и платформой Песочная).

### Автобус
- 75 (улица Жени Егоровой — Новосёлки)
- 84 (Песочная — Сертолово — Новосёлки)

### Аэродром
Военный аэродром «Левашово» планируется сделать аэродромом совместного базирования. Согласно проекту, помимо военной, там будет располагаться гражданская авиация. Инвестировать проект будет «Газпром», а «Газпромавиа» выступит в качестве эксплуатанта и авиакомпании, которая будет там базироваться.